# Cyraneczka kasztanowata
Cyraneczka kasztanowata, cyraneczka kasztanowa (Anas castanea) – gatunek średniej wielkości ptaka wodnego z rodziny kaczkowatych (Anatidae). Występuje w Australii i na Tasmanii. Może być hodowana jako gatunek ozdobny (pierwsze ptaki trafiły do Europy w roku 1870). W Polsce jej stwierdzenia miały charakter nienaturalny (kategoria E według klasyfikacji Komisji Faunistycznej Sekcji Ornitologicznej Polskiego Towarzystwa Zoologicznego). Nie wyróżnia się podgatunków.
Wymiary średnie
- Długość ciała – 35–46 cm[2]
- Masa ciała – samce 562–816 g, samice 505–766 g[2]

StatusMiędzynarodowa Unia Ochrony Przyrody (IUCN) klasyfikuje cyraneczkę kasztanowatą jako gatunek najmniejszej troski (LC – Least Concern). Organizacja Wetlands International uznaje ogólny trend liczebności populacji za stabilny, choć u niektórych populacji jest on nieznany.